# Sinfonie KV 81 (Mozart)
Die Sinfonie D-Dur Köchelverzeichnis 81 (73l)  wurde möglicherweise von Wolfgang Amadeus Mozart im Jahr 1770 in Rom  komponiert.

## Allgemeines

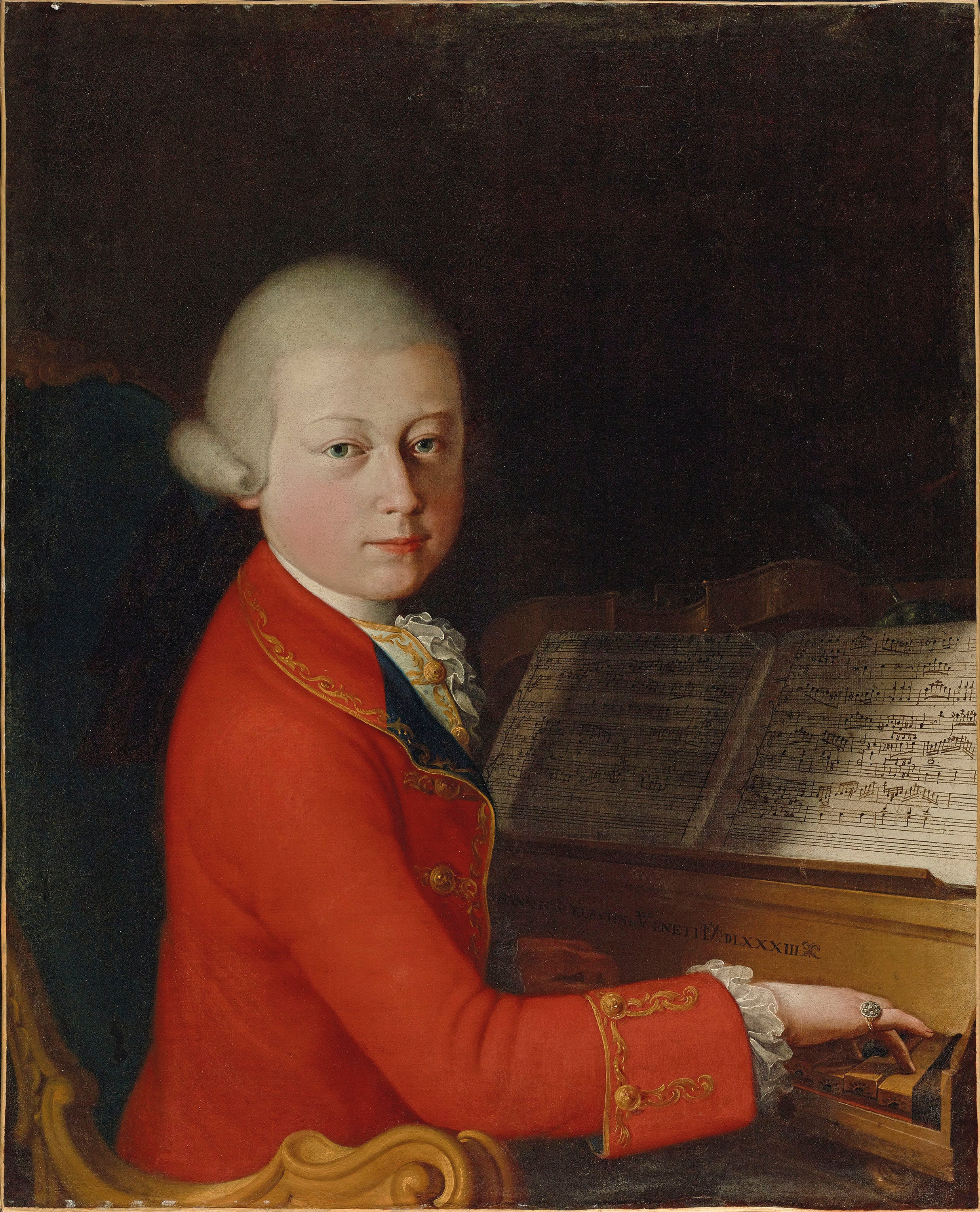
Mozart im Jahr 1770

Für die vier D-Dur Sinfonien Köchelverzeichnis (KV) 81, KV 84, KV 95 und KV 97, die alle während Mozarts erster Italienreise entstanden sein sollen, ist die Echtheit nicht zweifelsfrei geklärt, u. a. weil kein Autograph vorhanden ist. Eine Abschrift des Werkes, die vom 25. April 1770 datiert ist, schreibt die Sinfonie Wolfgang zu, wurde aber auch mit Leopold Mozart in Verbindung gebracht. In einem Brief vom (ebenfalls) 25. April 1770 hatte Wolfgang seiner Schwester berichtet, dass Leopold gerade eine seiner Sinfonien abschreibe, um die Noten nicht aus dem Haus geben zu müssen.
Auch ein Katalog des Verlegers Breitkopf & Härtel aus dem Jahr 1775 führt Leopold als Komponist auf, was aber möglicherweise daran liegen könnte, dass Leopold dem Verlag gegenüber als Ansprechpartner aufgetreten ist.
Alfred Einstein (1937) verwirft eine Urheberschaft des Vaters: „Es wäre seltsam, wenn Leopold sich in Rom nochmals als späterer Konkurrent seines Sohnes versucht hätte; und noch seltsamer, wenn gerade eine der reiz- und geistvollsten der italienischen Sinfonien aus dem Jahr 1770 von ihm herrühren sollte.“
Bernhard Paumgartner (1945) meint, dass „die Zuweisung an Wolfgang überzeugt“; ähnlich äußert sich Wolfgang Gersthofer (2007): „Freilich bilden die vier fraglichen Werke nicht nur eine in sich recht homogene Gruppe, so dass wohl mit der Autorschaft eines einzigen Komponisten zu rechnen ist; auch lassen sich bzgl. einer Reihe von Merkmalen Ähnlichkeiten finden zum authentischen italienischen Sinfoniecorpus Mozarts (…). (…) Kurzum: von einer Echtheit aller vier D-Dur – Sinfonien KV 81, KV 84, KV 95 und KV 97 dürfte mit großer Wahrscheinlichkeit auszugehen sein.“
Während Alfred Einstein (1937)  KV 81 als „eine der reiz- und geistvollsten der italienischen Sinfonien aus dem Jahr 1770“ hervorhebt (s. o.), spricht Neal Zaslaw (1986)  von einer „hellen, oberflächlichen und konventionellen“ Sinfonie. Von Form und Charakter her entspricht das Stück dem italienischen Sinfonie- bzw. Ouvertüren-Typus: dreisätzig mit dem ersten Satz, der ohne Wiederholungen durchläuft und dem Finale vom „Kehraus-Typ“. Die Sätze basieren auf einer Folge von kurzen und  meist je einmal wiederholten Motiven.
Die Alte Mozart-Ausgabe (erschienen 1879–1882) führt 41 Sinfonien mit der Nummerierung von 1 bis 41. Weitere Werke wurden bis 1910 in Ergänzungsbänden veröffentlicht. Die darin enthaltenen Sinfonien sind manchmal mit den Nummern 42 bis 55 bezeichnet (KV 81 hat die Nummer 44), auch wenn es sich um frühere Werke als Mozarts letzte Sinfonie KV 551 von 1788 handelt, die nach der Alten Mozart-Ausgabe die Nummer 41 trägt.

## Zur Musik
Besetzung:  zwei Oboen, zwei Hörner in D, zwei Violinen, Viola, Cello, Kontrabass. In zeitgenössischen Orchestern war es zudem üblich, auch ohne gesonderte Notierung Fagott und Cembalo (sofern im Orchester vorhanden) zur Verstärkung der Bass-Stimme bzw. als Continuo einzusetzen.
Aufführungsdauer:  ca. 10 Minuten
Bei den hier benutzten Begriffen in Anlehnung an die Sonatensatzform ist zu berücksichtigen, dass dieses Schema in der ersten Hälfte des 19. Jahrhunderts entworfen wurde (siehe dort) und von daher nur mit Einschränkungen auf die Sinfonie KV 81 übertragen werden kann. Die Sätze entsprechen noch mehr der zweiteiligen Form, bei der der zweite Satzteil als modifizierter Durchlauf des ersten („Exposition“) angesehen wird. – Die hier vorgenommene Beschreibung und Gliederung der Sätze ist als Vorschlag zu verstehen. Je nach Standpunkt sind auch andere Abgrenzungen und Deutungen möglich.

### Erster Satz: Allegro
D-Dur, 4/4-Takt, 106 Takte
Die Audiowiedergabe wird in deinem Browser nicht unterstützt. Du kannst die Audiodatei herunterladen.
Das erste Thema besteht aus drei Elementen (ähnliche Struktur auch bei den anderen o. g. italienischen Sinfonien): 
- im Forte-Unisono fanfarenartig aufsteigender D-Dur – Akkord (Umkehrung dieses Akkords eröffnet den dritten Satz);
- Piano-Floskel mit Vorschlag in der stimmführenden 1. Violine;
- Forte-„Antwort“ mit gebrochenem Akkord im Unisono am Schluss.

Nach der Wiederholung des Themas (ohne Eingangsfanfare) wird der Unisono-Akkord nach Anreicherung mit Akkordmelodik kurz zur Dominante A-Dur geführt. Akkordschläge und eine Viertel-Pause als Zäsur kündigen das zweite Thema an. Dieses beginnt auf einer teppichartigen, abgesetzten Achtelbewegung von 2. Violine und Viola (zudem grundierende Basstöne). Es ist wie das erste Thema eher floskelhaft angelegt und durch den auftaktigen, abgesetzten Intervallsprung der stimmführenden 1. Violine charakterisiert, der an das Hauptmotiv vom zweiten Satz erinnert. Im Folgenden schließen sich weitere kleinere, jeweils wiederholte Motiv an: 
- Forte-Passage mit im Tremolo geführter Melodielinie; das Motiv wird zweimal von A und von E aus wiederholt;
- Piano-Passage mit abgesetzter Bewegung und kennzeichnendem Sechzehntel-Lauf aufwärts;
- Schlussgruppe der Exposition im Forte des ganzen Orchesters, basiert auf eintaktigem Motiv, Wechsel von D-Dur und A-Dur (Akkordmelodik).

Nach einer Generalpause schließt sich ein Überleitungsabschnitt bis Takt 58 an, bei dem das vierfach im Unisono betontes A auffällt. Die „Reprise“ ab Takt 59 entspricht weitgehend der Exposition. Der ganze Satz läuft ohne Wiederholungsabschnitte durch. 

### Zweiter Satz: Andante
G-Dur, 2/4-Takt, 73 Takte, Hörner schweigen
Das Hauptthema beginnt als zweitaktiger Dialog-Motiv zwischen den beiden Violinen, wobei die 2. Violine als Echo der 1. Violine auftritt (beim Hören nicht ohne weiteres auffällig), gefolgt von einer Schlusswendung mit Triller. Die Oboen begleiten in ausgehaltenen Akkorden, die Viola als Sechzehntel-Tonrepetition und der Bass mit einer Staccato-Figur. Nach der Wiederholung des Motivs beteiligen sich auch die Oboen an dem „Gespräch“, wobei der Abschnitt von Takt 15 ff. ebenfalls ab Takt 23 wiederholt wird und mit einer kurzen Schlusswendung den ersten Teil in Takt 35 beendet.
Der zweite Teil stellt eine Variante des ersten dar. Beide Teile werden wiederholt. Insbesondere durch die Oboen entsteht eine pastoral-gelassene Klangfarbe.

### Dritter Satz: Allegro molto
D-Dur, 3/8-Takt, 122 Takte
Das Allegro molto ist vom Charakter her eine als „Kehraus“ angelegte, mit zahlreichen Dreiklangs-Jagdhornsignalen komponierte Gigue, „doch findet die Jagd hörbar zurückgezogen vom Morast und Tumult eines solchen Ereignisses im Salon statt.“ Der Satz beginnt mit der Umkehrung des D-Dur – Dreiklangs, der bereits den ersten Satz eröffnete. Zusammen mit weiterer Akkordmelodik entsteht das achttaktiges „erstes Thema“, das wiederholt wird. Anschließend folgen mehrere kleinere Motive. Das zweite Thema (Takt 49 ff.) steht in A-Dur und wird anfangs nur von den Streichern im Piano vorgetragen: über einem gehenden Bass spielen die Violinen im Staccato kurze, tänzerische Floskeln. In der Wiederholung (Takt 57–65) wird das Material variiert und von den Bläsern begleitet. Das Motiv der Schlussgruppe (Takt 65 ff.) beendet die Exposition in Takt 76 mit Akkordschlägen auf A. 
Wie im ersten Satz folgt eine kurze Überleitungspassage, die zunächst das Material vom zweiten Thema fortspinnt und ab Takt 85 mit weiterer Akkordmelodik zur „Reprise“ führt. Diese setzt in Takt 95 mit dem zweiten Thema ein und ist im weiteren Verlauf wie die Exposition aufgebaut. Exposition sowie Überleitung und Reprise werden wiederholt.